# Kiputz IX

Kiputz IX es una cueva, con una sima al fondo, ubicada en el término de Motrico, en la comarca del Bajo Deva (Guipúzcoa) en la que se han encontrado gran cantidad de huesos de animales de entre 15 000 y 20 000 años de antigüedad.

## Descubrimiento
El yacimiento fue descubierto en 2002 por la agrupación Munibe Taldea. Tras el descubrimiento, fue excavada de 2004 a 2007 por un equipo multidisciplinar de la UPV/EHU, la Sociedad de Ciencias Aranzadi y Munibe Taldea.

## Descripción
El conjunto tenía una parte de cueva horizontal, al final de la cual había una sima.
La sima tiene dos metros de ancho por seis de profundidad. Se localiza al este del monte Arno. El relleno sedimentario tenía unos 4,5 metros de profundidad, formado por una mezcla de niveles arcillosos, calcáreos y bloques caídos de las paredes. El suelo alcalino de origen kárstico ha permitido la buena conservación de los huesos.
En un momento de máxima glaciación en que baja el nivel del mar, se crea una zona de estepa de unos 18 km de tierra firme más allá de la actual costa del mar Cantábrico, especialmente frente a Las Landas. Por esa zona deambularían rebaños de renos, rinocerontes lanudos, bisontes esteparios, mamuts, etc.;  hubo animales que cayeron en la trampa de la sima de Kiputz.
La mayoría de los huesos del yacimiento se han conservado enteros, algunos en conexión anatómica, ya que la cueva nunca fue habitada por personas ni por animales. Se han encontrado más de 18 000 fragmentos de huesos, principalmente de renos y bisontes, y también de carnívoros (oso pardo, león, gato montés, lobo, zorro, tejón, marta y turón) y de otros herbívoros (caballo, cabra montés, rebeco, ciervo, corzo y jabalí).
El fósil más espectacular es el de un bisonte estepario adulto de unos 900 kilos de peso,  en concreto, su cráneo entero, que tiene 90 cm de envergadura.

## Difusión
El conjunto arqueológico no es visitable.
La exposición «Kiputz. Un abismo en la Prehistoria» fue objeto de dos exposiciones temporales, una en el Museo San Telmo de San Sebastián de noviembre de 2019 a febrero de 2020 y la otra en el Museo Altamira de Santillana del Mar (Cantabria) de marzo a julio de 2021.

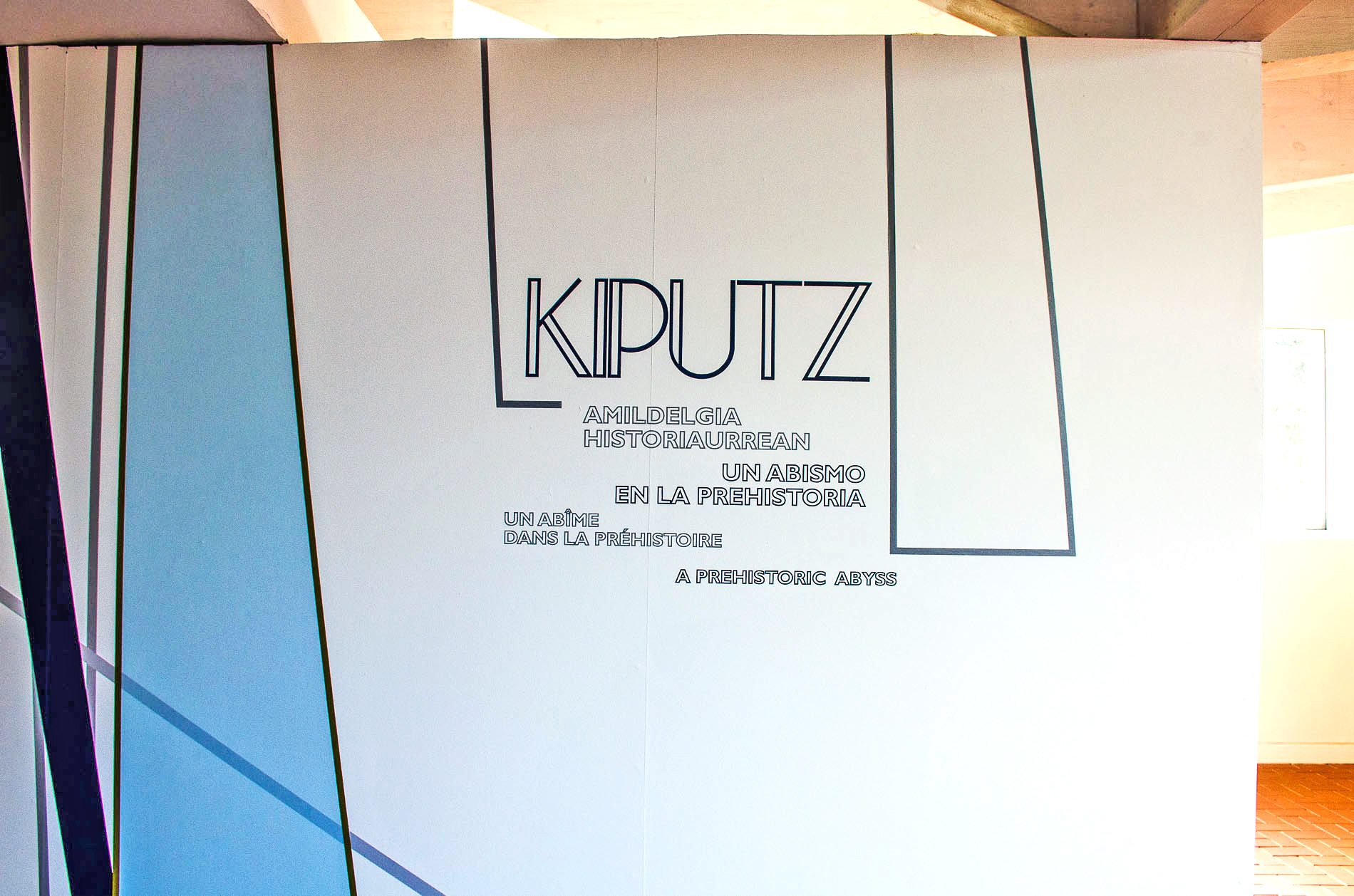
Cartel de la exposición «Kiputz. Un abismo en la Prehistoria», en el Museo de Altamira.